# علیقلی بیگ گرجی
علیقلی بیگ (متوفای ۱۶۶۷)، از مقامات دولت صفوی، فرمانده ارشد نظامی گرجی بود که در زمان سلطنت سه پادشاه پیاپی صفوی خدمت کرد - شاه صفی (متوفی ۱۶۲۹–۱۶۴۲)، شاه عباس دوم (متوفی ۱۶۴۲–۱۶۶۶) و شاه سلیمان اول (متوفی ۱۶۶۶–۱۶۹۴).
وی که از طایفهٔ ساآکادزه بود، فرزند بیژن بیگ و برادر رستم خان (متوفای ۱۶۴۴) و عیسی خان (متوفای ۱۶۵۴) است. علیقلی بیگ (علیقلی خان آینده) در طول «حیات سیاسی چشمگیر» خود که حدود پنجاه سال به طول انجامید، پست‌های دیوان‌بیگی (قاضی و دیوان‌سالار اعظم)، سپاهسالار ایران (فرمانده کل قوای نظامی) و بیگلربیگی (فرماندار) ایالت آذربایجان را در اختیار داشت.
در سال ۱۶۵۴، علیقلی خان مغضوب پادشاه وقت شاه عباس دوم شد. عباس دوم که توانمندترین حاکم صفوی پس از پدربزرگش شاه عباس اول (سلطنت ۱۵۸۸–۱۶۲۹) شمرده می‌شود، به مقابلهٔ مؤثر با بسیاری از مشکلاتی که در نتیجه سلطنت شاه صفی ظهور کرده بود (از جمله در امورات نظامی) برخاست. شاه عباس دوم نحوهٔ عملِ علیقلی خان را به‌شکایت سربازان بازرسی کرد و او را فی‌الفور برکنار نمود. بعدتر در زمان سلطنت سلیمان اول، پسر و جانشین عباس دوم، علیقلی خان دوباره ارج یافت و سلیمان اول او را به عنوان سپهسالار ایران منصوب کرد.
به گفته سیاح فرانسوی ژان شاردن، علیقلی خان تا زمان مرگش در سال ۱۶۶۷ حاکم بالفعل امپراتوری صفوی بود. وی با داماد امام‌قلی خان بود.